# Motocultor

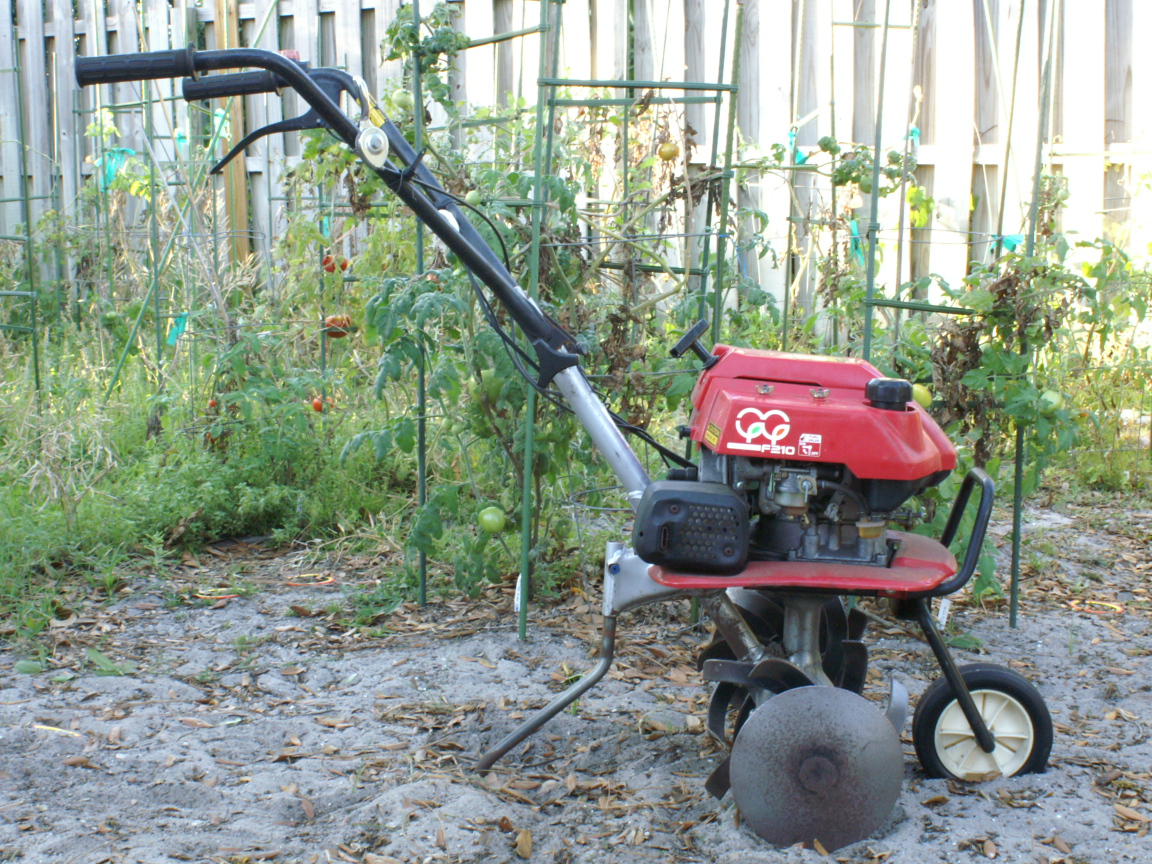
Exemple de motoaixada. La tracció és a través de les freses. La rodeta del davant és únicament pel transport

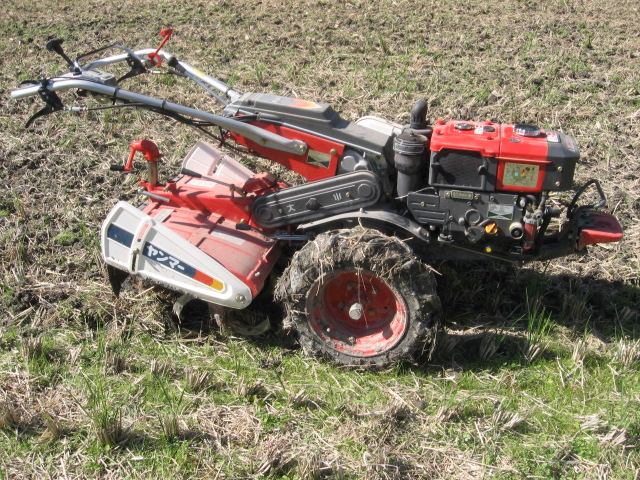
Motocultor amb tracció a través de les rodes

Un motocultor de dues rodes és una màquina agrícola motoritzada d'un sol eix utilitzada per la llaurada superficial del sòl. Principalment es fa servir per llaurar petites superfícies en l'horticultura i la jardineria.
Els tractors de mida gran poden incorporar una fresadora que fan el mateix treball que les freses dels motocultors però a gran escala.
Els motocultors tenen generalment una potència no superior als 15 kW i es guien i es fan maniobrar generalment per un conductor que va a peu. Tenen diverses marxes cap endavant i cap enrere. Estan dotats d'un motor de gasolina o dièsel. Es diferencien amb les motoaixades (amb tracció transmesa a través de les freses), atès que els motocultors pròpiament dits tenen dues rodes tractores (tractors de dues rodes) i aquests, si tenen prou potència, poden circular amb un petit remolc i amb el conductor assegut. Els motocultors de dues rodes porten una presa de força que permet accionar altres mecanismes (per exemple una bomba hidràulica).
La gamma d'arreus que es pot afegir a un motocultor de dues rodes és àmplia : arades, fresa, sembradores, sistemes de reg, remolcs, etcètera. Els tractors amb rodes de més potència poden incorporar un seient i unes rodes posteriors que els converteix en petits tractors.

## Feina feta pels motocultors
Les freses dels motocultors de dues rodes aixequen les pedres de mida petita i cal que disposi d'un sistema de protecció per evitar danys a l'operari. Les males herbes altes acaben entortolligant-se al voltant de les freses i cal treure-les manualment amb el motor parat. El motocultor substitueix el tradicional mètode de fangar. Amb les freses acaba deixant la terra molt fina però aleshores deixa una sola de treball endurida a una determinada fondària.